# 出版物
出版物或出版品（英語：Publication）指以传播信息、文化、知识为目的的各种产品包括印刷品、电子产品的总称，属于传播文化知识的媒体。分为书籍、期刊、报纸和电子传播产品（电子出版物或稱電子書）等种类。
- 书籍，传统意义上指传播各种知识为主的出版物，通常为纸张合订的印刷品；现代意义包括电子书籍。
- 刊物，常为书籍以外的出版物，分为定期和不定期发行刊物，有的刊物属于书籍的范畴如杂志。包括报纸、杂志、专刊、电子刊物（含各种电子专辑如音乐专辑）等。根据其发行对象（受众）来划分，分为内部刊物和公开发行两种。
- 期刊，属于定期发行的刊物。
- 书刊，为图书和刊物的合称。
- 电子出版物，包括磁带、唱片、VCD、DVD、光碟、电子书籍、电子辞典等，广义上还包括影视作品的电子拷贝。
- 未刊本，作者在世时未出版的书籍、簽名本、畫集、圖片集等作品。[1][2]但因作者的影響力，作者过世后民眾有意購買或收藏。亦有一些密書或禁書被列為未刊本。[3][4]

## 法律定义
1906年，清朝发布《大清印刷物件专律》，其中使用了印刷物件和记载物件的概念，但并未出现出版物的概念。
1914年，中华民国北洋政府公布《出版法》，使用了出版物的概念，但是未直接对出版物作解释，只提供了出版的概念。
1930年，中华民国政府公布的《出版法》，使用了出版品的类似概念：“本法称出版品者，谓用机械或化学方法所引述，而供出售或散布之文书图画。”
1997年，中华人民共和国政府颁布《出版管理条例》，将出版物定义为包括报纸、期刊、图书、音像制品、电子出版物等。

## 特点
- 以出版为主的生产或产业领域，称为出版业。
- 以商业利益为目的，面向社会公众发行的出版物，均受版权（著作权）的制约。
- 任何社会形态和政治制度的政府或政权，出版物的生产、发行，均受到管制，其行政管理部门多为版权局。